# Liam O'Flaherty
Liam O'Flaherty, född 28 augusti 1896 på Aranmore i County Galway, död 7 september 1984 i Dublin, var en irländsk författare.

## Verksamhet
Efter kriget lämnade O'Flaherty Irland och flyttade till USA och bodde en kort tid i Hollywood. Senare gjorde hans kusin John Ford en film baserad på hans roman The Informer. Den romanen var också grunden för en film från 1929 med samma namn som regisserades av Arthur Robison. 
Många av O'Flahertys böcker har samma tema, Irlands natur. Han var en bemärkt novell-författare och en del av hans bästa texter i den genren är på iriska. Samlingen Dúil som publicerades mot slutet av hans liv, innehåller iriska versioner av ett antal noveller som tidigare hade publicerats på engelska. Det är till exempel trolig att novellen The Pedlar's Revenge publicerats tidigare med titeln Díoltas. Denna nu mycket uppskattade novellsamling fick ett dåligt mottagande när den publicerades och det tycks ha avhållit honom från att fortsätta med den roman på iriska som han hade påbörjat. 
I ett brev till The Sunday Times skrev han senare att han kände en viss ambivalens i förhållande till sitt arbete på iriska och nämnde också andra iriska författare som rönt mycket lite uppskattning för sitt arbete på det språket.